# تد نیلی
تد نلی (به انگلیسی: Ted Neeley) (زاده ۲۰ سپتامبر ۱۹۴۳) بازیگر آمریکایی است.
از کارهای معروف او می‌توان به بازی در فیلم کانتری سخت و عیسی مسیح سوپراستار اشاره کرد.